# 菲利普·拉金
菲利普·拉金，CH，CBE，FRSL（Philip Larkin，1922年8月9日—1985年12月2日），20世纪后半叶英国著名诗人，小说家、爵士樂评论家。1955年以第二部诗集《少受欺骗者》获得关注，之后又出版了《降灵节婚礼》和《高窗》。1984年曾被授予英国桂冠诗人称号，但被他谢绝。
拉金生于考文垂，1940年进入牛津大学圣约翰学院，43年毕业。在读期间结识金斯利·艾米斯，成为一生的挚友。
毕业后就任威灵顿多所图书馆馆长。55年就任赫尔大学图书馆馆长直至逝世。03年被讀詩會选为英国“最受欢迎诗人”，08年被泰晤士报评为英国战后最伟大诗人。